# 沖恂一郎
沖 恂一郎（おき じゅんいちろう、1930年1月15日 - 2022年11月24日）は、日本の俳優。

## 経歴
東京都出身。成田高校卒業。1948年、劇団薔薇座入団。『長崎の鐘』が初舞台。1952年、劇団東芸入団。1956年、テアトル・エコー入団。
2017年8月8日、妻で声優の瀬能礼子と死別。
2022年11月24日、死去。92歳没。

## 出演

### テレビドラマ
- 大盗賊 第5話（フジテレビ、1974年8月3日）
- 俺たちの朝 第6話（日本テレビ、1976年11月21日）
- 大河ドラマ（NHK）
  - 黄金の日日（1978年） - 隆西堂
  - 徳川家康（1983年） - 青山予総
  - いのち（1986年）
- 熱中時代（日本テレビ）
  - 第1シリーズ 第2話（1978年10月13日） - 花山医師
  - 第2シリーズ（1980年 - 1981年） - 江川先生
- 俺たちは天使だ! 第15話（日本テレビ、1979年9月2日）
- 太陽にほえろ!（日本テレビ）
  - 第393話（1980年2月8日）
  - 第403話（1980年4月25日）
- 銀河テレビ小説 鏡の中の女（1981年、NHK）
- 月曜ドラマスペシャル 総合商社（TBS、1990年4月2日）
- 男と女のミステリー 殺意の囁き（フジテレビ、1990年12月7日）
- 連続テレビ小説 かりん（NHK、1993年 - 1994年）
- 金曜エンタテイメント 松本清張スペシャル・火と汐（フジテレビ、1996年9月13日） - 小泉社長
- 火曜サスペンス劇場 警部補 佃次郎（日本テレビ）
  - 第2作「黒髪の焦点」（1996年11月12日） - 小暮副署長
  - 第4作「仮説の行方」（1997年12月16日） - 鰐渕弁護士
- 水曜ドラマ 必要のない人（NHK、1998年）

### 舞台
- 11ぴきのねこ（1971年・1973年） - にゃん作
- 國語元年（1986年） - 南郷重左衛門
- 陽気な幽霊（1987年）
- 日本人のへそ（1992年）
- 馬かける男たち（1993年）
- 父と暮せば（1999年 - 2001年）
- 諸国を遍歴する二人の騎士の物語（2015年）

### アニメ
- 白い牙 ホワイトファング物語（1982年） - 保安官

### 吹替
- アラジン
- 花嫁のパパ